# Audrey Marks
Audrey Patrice Marks, HE đã phục vụ hai nhiệm kỳ với tư cách là Đại sứ của Jamaica tại Hoa Kỳ từ 2008 đến 2012 và một lần nữa bắt đầu vào năm 2016. Bà là nữ Đại sứ đầu tiên của Jamaica tại Hoa Kỳ và là cá nhân đầu tiên giữ vị trí hai lần trong hai nhiệm kỳ riêng biệt.

## Lý lịch
Trước khi đảm nhận vai trò Đại sứ, Marks là một doanh nhân chuyên nghiệp, đã bắt đầu và điều hành sáu doanh nghiệp trước đó, bao gồm một trang trại xuất khẩu chuối rộng 100 mẫu, một công ty vận tải, cũng như một công ty phát triển và bán hàng bất động sản. Bà cũng điều hành một công ty đầu tư mạo hiểm với các khoản đầu tư đa dạng, bao gồm sản xuất, du lịch và giải trí.
Bà có lẽ được biết đến nhiều nhất khi thành lập Paymaster (Jamaica) Limited, một hệ thống thanh toán hóa đơn trực tuyến mà bà đã khái niệm hóa và bắt đầu vào năm 1997. Paymaster vận hành các cơ quan thanh toán từ đó tất cả các loại thanh toán hóa đơn và chuyển tiền có thể được thực hiện và là cơ quan đa giao dịch đầu tiên ở Caribe.
Đại sứ Marks cũng đã phục vụ trong một số Hội đồng quản trị khu vực tư nhân và công cộng, bao gồm Chủ tịch của Công ty TNHH Xử lý nước thải Trung ương Lưu trữ ngày 15 tháng 8 năm 2020 tại Wayback Machine (CWTC); Chủ tịch Công ty Phát triển Sản phẩm Du lịch (TPDCo); Phó Chủ tịch Tổng công ty Phát triển Đô thị (UDC); Giám đốc Hội đồng quản trị của RBTT Securities Jamaica Limited Lưu trữ ngày 3 tháng 2 năm 2017 tại Wayback Machine; Thương mại và Đầu tư Jamaica (JTI); Quỹ y tế quốc gia (NHF); và Đại học Tây Ấn (Trường Kinh doanh Mona). Bà có biệt tài là nữ Chủ tịch đầu tiên của Phòng Thương mại Hoa Kỳ Jamaica (AMCHAM), một tổ chức thúc đẩy đầu tư và thương mại giữa Hoa Kỳ và Jamaica.